# Kato Kiwides
Kato Kiwides (gr. Κάτω Κιβίδες) – wieś w Republice Cypryjskiej, w dystrykcie Limassol. W 2011 roku liczyła 5 mieszkańców.